# 巴內 (布吉納法索)
巴內（Bané）為位在布吉納法索中東大區布爾古省的城鎮。該城鎮為巴內縣的首府。2005年人口普查中該城鎮人口有1,095人。